# Orlando Bailey
Orlando Thomas R. Bailey (Dorchester, Inglaterra, 30 de septiembre de 2001), más conocido como Orlando Bailey, es un jugador profesional inglés de rugby que se desempeña en la posición de apertura en Bath Rugby, equipo perteneciente a la liga Premiership Rugby.

## Carrera
En 2019 comenzó su carrera deportiva con el equipo Bath Rugby, donde lleva jugando cinco temporadas. Es un jugador que se plantea el juego de una forma moderada, evaluando cada aspecto.